# Новодубровський
Новодубро́вський (рос. Новодубровский) — селище у складі Каменського району Алтайського краю, Росія. Входить до складу Приміської сільської ради.
Стара назва — Новодубравський.

## Населення
Населення — 3 особи (2010; 27 у 2002).
Національний склад (станом на 2002 рік):
- росіяни — 100 %